# Giovanni Antonio Giay
Giovanni Antonio Giay (parfois épelé Giai ou Giaj), né le 11 juin 1690 et mort le 10 septembre 1764, est un compositeur italien. Sa production comprend 15 opéras, 5 symphonies et une quantité considérable de musique sacrée.

## Vie et carrière
Né à Turin, le père de Giovanni Antonio, Stefano Giuseppe Giay, est chimiste. Il meurt lorsque son fils a 5 ans. En 1770, Giovanni entre au Collegio degli Innocenti de la cathédrale de Turin, où il étudie la musique avec Francesco Fasoli. Son premier opéra, Il trionfo d'Amore ossia La Fillide, est représenté pour la première fois au théâtre Carignano pendant le carnaval de 1715. En 1732, il succède à Andrea Stefano Fiorè au poste de maître de la chapelle royale de Turin sur l'ordre de Charles-Emmanuel III de Savoie. Il occupe ce poste vingt-six ans jusqu'à sa mort, après laquelle son fils, Francesco Saverio, prend officiellement la relève de 1764 à 1798.
Comme maître de la chapelle royale, Giovanni écrit nombre d'opéras et d'œuvres de musique sacrée et profane. Il écrit l'intermezzo Don Chisciotte in Venezia de 1748 à 1752 sur un livret de Giuseppe Baretti. On y voit les personnages Don Quichotte et Dulcinée de Miguel de Cervantes pendant le carnaval de Venise.